# Inger Gauthier
Britt Inger Gauthier, född Nilsson 12 augusti 1926 i Alton i Illinois, död 9 november 2016 i Arvika, var en svensk målare och tecknare.
Gauthier studerade vid Konstfacks aftonskola under ett års tid och vid Anders Beckmans reklamskola i Stockholm, och var samtida student med Carl Anton, som senare skrev om deras vänskap i låten "Ser Du Mönstret". Hon ställde ut separat på bland annat Smålands museum, Alvesta konsthall, Värmlands museum, Arvika Nyheters galleri, Arvika Konsthall, Karlskoga konsthall, Konstnärshuset i Stockholm, och Stadshuskuben i Falkenberg. Hon medverkade i samlingsutställningar med bland annat Värmlands konstförening på Värmlands museum, Unga tecknare på Nationalmuseum, Stockholmssalongen och Vårsalongen på Liljevalchs, Svart på vitt på Konstakademin, Kalmar konstmuseum, Kulturhuset i Stockholm, Jönköpings läns museum och 16 Arvikakonstnärer på Riksdagshuset i Stockholm i Stockholm.
Hon tilldelades Statligt stipendium sex gånger, Bildkonstnärsfonden, Föreningen Norden, Svenska institutet i Aten, Margrethe Hansens stipendium, Ateljéstipendium Villa San Michele, Central Culturel Suédois i Paris, Carina Ari-Ateljén i Paris samt ett flertal resestipendium.       
Hennes offentliga arbeten bestod av stafflikonst för vårdcentralen i Arvika,
Hennes konst bestod av stafflikonst och teckningar i kol och svartkrita, blyerts och färgkritor, grafik och applikationer. 
Gauthier är representerad vid Smålands museum, Värmlands museum, Sveriges Radio i Stockholm, Söderby sjukhus, S:t Eriks sjukhus, Solna kulturnämnd, Tingshuset i Visby, Stockholms sjukvårdsrotel, Sveriges allmänna konstförening, Västmanlands, Jönköpings, Malmö konstmuseum, Värmlands Kalmar, Hallands och Kronobergs läns landsting, Karlstad, Årjängs, Jönköpings, Växjö, Kisa och Falkenbergs kommuner.
Gauthier gifte sig 1962 med Roger Gauthier (1913–1985), även han verksam konstnär. De var bosatta i Sulvik, Arvika på torpet Femton Öre från mitten av sjuttiotalet, och Gauthier bodde kvar på torpet till kort före sin död.